# Łukśniany
Łukśniany (lit. Luksnėnai) − wieś na Litwie, zamieszkana przez 614 ludzi, w rejonie olickim.